# Матиас Хабтемихаил
Матиас Хабтемихаил (англ. Matias Habtemichael; род. 14 ноября 1950, Аддис-Абеба) — эфиопский легкоатлет, выступавший в беге на средние дистанции. Участник летних Олимпийских игр 1968 года.

## Биография
Матиас Хабтемихаил родился 14 ноября 1950 года в эфиопском городе Аддис-Абеба.
В 1968 году вошёл в состав сборной Эфиопии на летних Олимпийских играх в Мехико. В беге на 800 метров занял в четвертьфинале 3-е место, показав результат 1 минута 49,63 секунды и уступив 2,02 секунды попавшему в полуфинал со 2-го места Жану-Пьеру Дюфреню из Франции. В беге на 1500 метров занял в четвертьфинале 6-е место с результатом 3.53,27, уступив 0,04 секунды попавшему в полуфинал с 5-го места Михаилу Желобовскому из СССР.
В 1970 году участвовал в чемпионате Национальной ассоциации студенческого спорта США, где финишировал в беге на 800 метров с результатом 1.47,3.

## Личный рекорд
- Бег на 800 метров — 1.47,2 (1970)[4]